# Grande Prêmio da Iugoslávia de Motovelocidade
O Grande Prêmio da Iugoslávia de Motovelocidade (português brasileiro) ou Grande Prémio da Jugoslávia de Motovelocidade (português europeu) foi um evento de motociclismo que decorreu durante os anos de 1969 a 1990 nos circuitos de Opatija e de Grobnik. Entre 1969 e 1970, a prova foi designada de Grande Prêmio do Adriático.
Entre 1969 e 1977, o evento foi realizada no circuito de rua de Opatija. Em 1978, devido às alterações das regras de segurança da Federação Internacional de Motociclismo (FIM) que baniu os circuitos não permanentes, foi construído o autódromo de Grobnik, que sediou a partir daí o Grande Prêmio da Iugoslávia. A prova de 1991 acabou por ser cancelada devido à Guerra da Iugoslávia, não se tendo realizado mais nenhuma edição.

## Vencedores do Grande Prêmio da Iugoslávia
| Ano  | Pista                                              | 50 cc                                              | 50 cc                                              | 125 cc                                             | 125 cc                                             | 250 cc                                             | 250 cc                                             | 350 cc                                             | 350 cc                                             | 500 cc                                             | 500 cc                                             | Res.   |
| Ano  | Pista                                              | Piloto                                             | Construtor                                         | Piloto                                             | Construtor                                         | Piloto                                             | Construtor                                         | Piloto                                             | Construtor                                         | Piloto                                             | Construtor                                         | Res.   |
| ---- | -------------------------------------------------- | -------------------------------------------------- | -------------------------------------------------- | -------------------------------------------------- | -------------------------------------------------- | -------------------------------------------------- | -------------------------------------------------- | -------------------------------------------------- | -------------------------------------------------- | -------------------------------------------------- | -------------------------------------------------- | ------ |
| 1969 | Opatija                                            | Paul Lodewijkx                                     | Jamathi                                            | Dieter Braun                                       | Suzuki                                             | Kelvin Carruthers                                  | Benelli                                            | Silvio Grassetti                                   | Jawa                                               | Godfrey Nash                                       | Norton                                             | [ 4 ]  |
| 1970 | Opatija                                            | Ángel Nieto                                        | Derbi                                              | Dieter Braun                                       | Suzuki                                             | Santiago Herrero                                   | Ossa                                               | Giacomo Agostini                                   | MV Agusta                                          | Giacomo Agostini                                   | MV Agusta                                          | [ 5 ]  |
| 1971 | Não realizado devido a dificuldades de organização | Não realizado devido a dificuldades de organização | Não realizado devido a dificuldades de organização | Não realizado devido a dificuldades de organização | Não realizado devido a dificuldades de organização | Não realizado devido a dificuldades de organização | Não realizado devido a dificuldades de organização | Não realizado devido a dificuldades de organização | Não realizado devido a dificuldades de organização | Não realizado devido a dificuldades de organização | Não realizado devido a dificuldades de organização | [ 1 ]  |
| 1972 | Opatija                                            | Jan Bruins                                         | Kreidler                                           | Kent Andersson                                     | Yamaha                                             | Renzo Pasolini                                     | Aermacchi                                          | János Drapál                                       | Yamaha                                             | Alberto Pagani                                     | MV Agusta                                          | [ 6 ]  |
| 1973 | Opatija                                            | Jan de Vries                                       | Kreidler                                           | Kent Andersson                                     | Yamaha                                             | Dieter Braun                                       | Yamaha                                             | János Drapál                                       | Yamaha                                             | Kim Newcombe                                       | König                                              | [ 7 ]  |
| 1974 | Opatija                                            | Henk van Kessel                                    | Van Veen Kreidler                                  | Kent Andersson                                     | Yamaha                                             | Chas Mortimer                                      | Yamaha                                             | Giacomo Agostini                                   | Yamaha                                             |                                                    |                                                    | [ 8 ]  |
| 1975 | Opatija                                            | Ángel Nieto                                        | Kreidler                                           | Dieter Braun                                       | Morbidelli                                         | Dieter Braun                                       | Yamaha                                             | Pentti Korhonen                                    | Yamaha                                             |                                                    |                                                    | [ 9 ]  |
| 1976 | Opatija                                            | Ulrich Graf                                        | Kreidler                                           | Pier Paolo Bianchi                                 | Morbidelli                                         | Dieter Braun                                       | Yamaha                                             | Olivier Chevallier                                 | Yamaha                                             |                                                    |                                                    | [ 10 ] |
| 1977 | Opatija                                            | Ángel Nieto                                        | Bultaco                                            | Pier Paolo Bianchi                                 | Morbidelli                                         | Mario Lega                                         | Morbidelli                                         | Takazumi Katayama                                  | Yamaha                                             |                                                    |                                                    | [ 11 ] |
| 1978 | Rijeka                                             | Ricardo Tormo                                      | Bultaco                                            | Ángel Nieto                                        | Minarelli                                          | Gregg Hansford                                     | Kawasaki                                           | Gregg Hansford                                     | Kawasaki                                           |                                                    |                                                    | [ 12 ] |
| 1979 | Rijeka                                             | Eugenio Lazzarini                                  | Kreidler                                           | Ángel Nieto                                        | Minarelli                                          | Graziano Rossi                                     | Morbidelli                                         | Kork Ballington                                    | Kawasaki                                           | Kenny Roberts                                      | Yamaha                                             | [ 13 ] |
| 1980 | Rijeka                                             | Ricardo Tormo                                      | Kreidler                                           | Guy Bertin                                         | Motobécane                                         | Anton Mang                                         | Kawasaki                                           |                                                    |                                                    |                                                    |                                                    | [ 14 ] |
| 1981 | Rijeka                                             | Ricardo Tormo                                      | Bultaco                                            | Loris Reggiani                                     | Minarelli                                          |                                                    |                                                    | Anton Mang                                         | Kawasaki                                           | Randy Mamola                                       | Suzuki                                             | [ 15 ] |
| 1982 | Rijeka                                             | Eugenio Lazzarini                                  | Garelli                                            | Eugenio Lazzarini                                  | Garelli                                            | Didier de Radiguès                                 | Yamaha                                             |                                                    |                                                    | Franco Uncini                                      | Suzuki                                             | [ 16 ] |
| 1983 | Rijeka                                             | Stefan Dörflinger                                  | Krauser                                            | Bruno Kneubühler                                   | MBA                                                | Carlos Lavado                                      | Yamaha                                             |                                                    |                                                    | Freddie Spencer                                    | Honda                                              | [ 17 ] |

| Ano  | Pista  | 80 cc             | 80 cc      | 125 cc         | 125 cc     | 250 cc          | 250 cc     | 500 cc          | 500 cc     | Res.   |
| Ano  | Pista  | Piloto            | Construtor | Piloto         | Construtor | Piloto          | Construtor | Piloto          | Construtor | Res.   |
| ---- | ------ | ----------------- | ---------- | -------------- | ---------- | --------------- | ---------- | --------------- | ---------- | ------ |
| 1984 | Rijeka | Stefan Dörflinger | Zündapp    |                |            | Manfred Herweh  | Real-Rotax | Freddie Spencer | Honda      | [ 18 ] |
| 1985 | Rijeka | Stefan Dörflinger | Krauser    |                |            | Freddie Spencer | Honda      | Eddie Lawson    | Yamaha     | [ 19 ] |
| 1986 | Rijeka | Jorge Martínez    | Derbi      |                |            | Sito Pons       | Honda      | Eddie Lawson    | Yamaha     | [ 20 ] |
| 1987 | Rijeka | Jorge Martínez    | Derbi      |                |            | Carlos Lavado   | Yamaha     | Wayne Gardner   | Honda      | [ 21 ] |
| 1988 | Rijeka | Jorge Martínez    | Derbi      | Jorge Martínez | Derbi      | Sito Pons       | Honda      | Wayne Gardner   | Honda      | [ 22 ] |
| 1989 | Rijeka | Peter Öttl        | Krauser    |                |            | Sito Pons       | Honda      | Kevin Schwantz  | Suzuki     | [ 23 ] |
| 1990 | Rijeka |                   |            | Stefan Prein   | Honda      | Carlos Cardús   | Honda      | Wayne Rainey    | Yamaha     | [ 24 ] |

### Pilotos com mais vitórias
| # Vit | Piloto             | vitórias  | vitórias         |
| # Vit | Piloto             | Categoria | Anos             |
| ----- | ------------------ | --------- | ---------------- |
| 6     | Dieter Braun       | 250 cc    | 1973, 1975, 1976 |
| 6     | Dieter Braun       | 125 cc    | 1969, 1970, 1975 |
| 5     | Ángel Nieto        | 125 cc    | 1978, 1979       |
| 5     | Ángel Nieto        | 50 cc     | 1970, 1975, 1977 |
| 4     | Jorge Martínez     | 125 cc    | 1988             |
| 4     | Jorge Martínez     | 50 cc     | 1986, 1987, 1988 |
| 3     | Giacomo Agostini   | 500 cc    | 1970             |
| 3     | Giacomo Agostini   | 350 cc    | 1970, 1974       |
| 3     | Kent Andersson     | 125 cc    | 1972, 1973, 1974 |
| 3     | Ricardo Tormo      | 50 cc     | 1978, 1980, 1981 |
| 3     | Eugenio Lazzarini  | 125 cc    | 1982             |
| 3     | Eugenio Lazzarini  | 50 cc     | 1979, 1982       |
| 3     | Freddie Spencer    | 500 cc    | 1983, 1984       |
| 3     | Freddie Spencer    | 250 cc    | 1985             |
| 3     | Stefan Dörflinger  | 80 cc     | 1984, 1985       |
| 3     | Stefan Dörflinger  | 50 cc     | 1983             |
| 3     | Sito Pons          | 250 cc    | 1986, 1988, 1989 |
| 2     | János Drapál       | 350 cc    | 1972, 1973       |
| 2     | Pier Paolo Bianchi | 125 cc    | 1976, 1977       |
| 2     | Gregg Hansford     | 350 cc    | 1978             |
| 2     | Gregg Hansford     | 250 cc    | 1978             |
| 2     | Anton Mang         | 350 cc    | 1981             |
| 2     | Anton Mang         | 250 cc    | 1980             |
| 2     | Eddie Lawson       | 500 cc    | 1985, 1986       |
| 2     | Carlos Lavado      | 250 cc    | 1983, 1987       |
| 2     | Wayne Gardner      | 500 cc    | 1987, 1988       |

### Construtores com mais vitórias
| # Vit | Construtor | Vitórias  | Vitórias                                 |
| # Vit | Construtor | Categoria | Anos                                     |
| ----- | ---------- | --------- | ---------------------------------------- |
| 20    | Yamaha     | 500 cc    | 1979, 1985, 1986, 1990                   |
| 20    | Yamaha     | 350 cc    | 1972, 1973, 1974, 1975, 1976, 1977       |
| 20    | Yamaha     | 250 cc    | 1973, 1974, 1975, 1976, 1982, 1983, 1987 |
| 20    | Yamaha     | 125 cc    | 1972, 1973, 1974                         |
| 10    | Honda      | 500 cc    | 1983, 1984, 1987, 1988,                  |
| 10    | Honda      | 250 cc    | 1985, 1986, 1988, 1989, 1990             |
| 10    | Honda      | 125 cc    | 1990                                     |
| 6     | Kreidler   | 50 cc     | 1972, 1973, 1975, 1976, 1979, 1980       |
| 6     | Morbidelli | 250 cc    | 1977, 1979                               |
| 6     | Morbidelli | 125 cc    | 1975, 1976, 1977, 1983                   |
| 5     | Kawasaki   | 350 cc    | 1978, 1979, 1981                         |
| 5     | Kawasaki   | 250 cc    | 1978, 1980                               |
| 5     | Derbi      | 125 cc    | 1988                                     |
| 5     | Derbi      | 80 cc     | 1986, 1987, 1988                         |
| 5     | Derbi      | 50 cc     | 1970                                     |
| 5     | Suzuki     | 500 cc    | 1981, 1982, 1989                         |
| 5     | Suzuki     | 125 cc    | 1969, 1970                               |
| 3     | MV Agusta  | 500 cc    | 1970, 1972                               |
| 3     | MV Agusta  | 350 cc    | 1970                                     |
| 3     | Bultaco    | 50 cc     | 1977, 1978, 1981                         |
| 3     | Minarelli  | 125 cc    | 1978, 1979, 1981                         |
| 3     | Krauser    | 80 cc     | 1985, 1989                               |
| 3     | Krauser    | 50 cc     | 1983                                     |
| 2     | Garelli    | 125 cc    | 1982                                     |
| 2     | Garelli    | 50 cc     | 1982                                     |